# كارل يوهان أوغست مولر
كارل يوهان أوغست مولر (1818-1899) (بالإنجليزية: Johann Karl August Müller)‏ هو عالم نبات ألماني.